# Leptosphaeria lecanora
Leptosphaeria lecanora är en svampart som beskrevs av Fabre 1883. Leptosphaeria lecanora ingår i släktet Leptosphaeria och familjen Leptosphaeriaceae.   Inga underarter finns listade i Catalogue of Life.